# Girolamo Fabri
Girolamo Fabri (Ravenna, 25 dicembre 1627 – Ravenna, 17 settembre 1679) è stato un presbitero e storico italiano.

## Biografia
Nato a Ravenna, da Aurelio Fabri e Cecilia Mastalli, seguì gli studi di grammatica, filosofia e teologia, nel seminario della città. A Roma si trasferì all'età di vent'anni per lavorare alla  congregazione di Propaganda Fide. Là, nel tempo libero, frequentò la Sapienza nei corsi di diritto civile e canonico oltre a proseguire gli studi in teologia. Nel 1650, dopo aver preso gli ordini, ricoprì la carica di canonico teologo della chiesa metropolitana di Ravenna.
Durante la sua vita scrisse diversi trattati giuridi e storici. Si dedicò alle memorie della città di Ravenna, stampate a Venezia nel 1664, con il titolo Le sacre memorie di Ravenna antica. Sua opera più celebre, tratta nella prima parte di tutti gli edifici religiosi del ravennate, mentre nella seconda della vita dei relativi arcivescovi. Nel 1852 Antonio Tarlazzi riprese il libro del Fabri, rivendendolo e aggiornandolo nel suo Memorie sacre di Ravenna.
Morì a Ravenna il 17 settembre 1679, sepolto nella chiesa di San Michele in Africisco. Quando quest'ultima venne distrutta, il sepolcro passò alla vicina chiesa di San Domenico, dove fu posto di fronte a quello del pittore Luca Longhi.

## Opere
- Il missionario apostolico, ovvero Relazione dell'operato dal p.d. Francesco Manco chierico regolare, missionario apostolico nelle Indie orientali 1649
- Oratio in funere Iosephi Maioli nobilis Faventinis 1657
- Le sagre memorie di Ravenna antica, Venezia 1664
- Officia propria sanctorum sanctae metropolitanae Ecclesiae Ravennae nunc primum a S. Rituum congregatione approbata 1665
- Relazione della città di Tivoli, e suo territorio 1672
- Effemeride sacra et istorica di Ravenna antica 1675
- Ravenna ricercata, ovvero Compendio istorico delle cose più notabili dell'antica città di Ravenna 1678

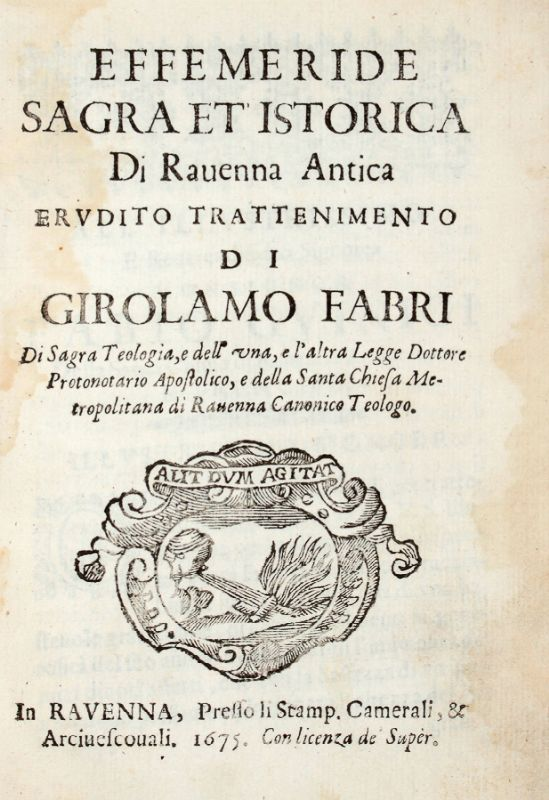
Effemeride sacra et istorica di Ravenna antica
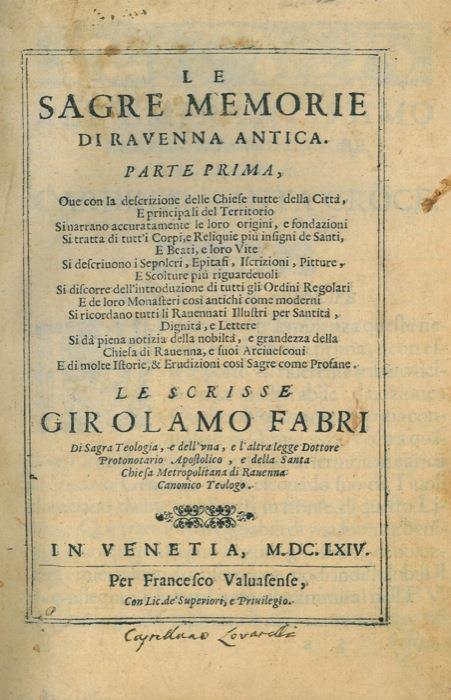
Le sacre memorie di Ravenna antica
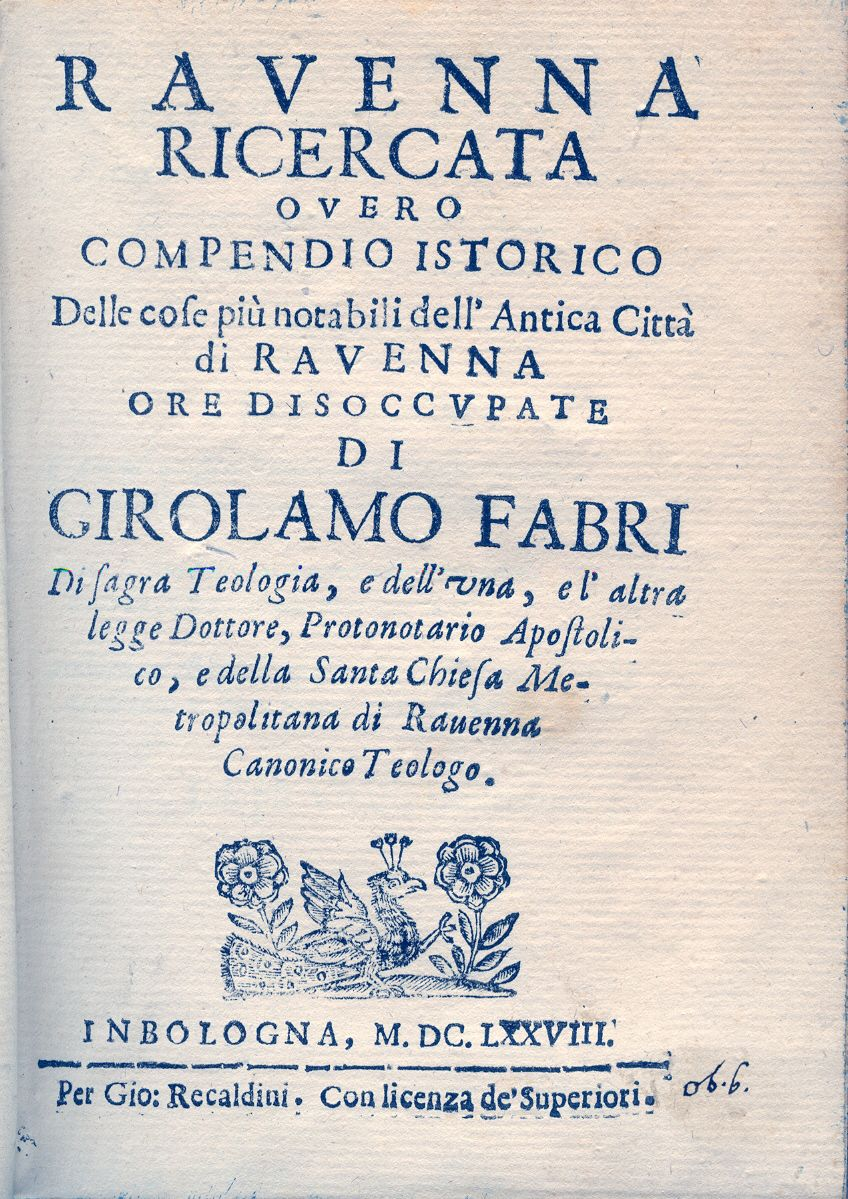
Ravenna ricercata